# Миллман, Джон
Джон Ми́ллман (англ. John Millman; род. 14 июня 1989, Брисбен) — австралийский теннисист; победитель одного турнира ATP в одиночном разряде.

## Общая информация
Миллман родился в Брисбене в семье из пятерых детей, где был единственным сыном и четвёртым по старшинству ребёнком. Обучался в Брисбенской средней школе и гимназии при Англиканской церкви.
Начал играть в теннис в четыре года, так как в него играли все его сёстры. Его отец — Рон — владелец теннисного центра. Любимое покрытие — хард.
Помимо тенниса, увлекался футболом, по сей день оставаясь преданным болельщиком «Ливерпуля».

## Спортивная карьера

### Начало карьеры
Миллман дебютировал на юниорском турнире ITF в Дарвине в возрасте 15 лет в 2004 году и вышел в четвертьфинал. Он дебютировал в юниорском турнире Большого шлема на Открытом чемпионате Австралии 2006 года. Выиграл свой первый юниорский турнир в июне 2006 года на турнире в Новой Каледонии. Затем он выиграл ещё два следующих турнира подряд, проходивших на Фиджи и в Новой Зеландии соответственно. Джон участвовал в своем последнем юниорском турнире на Открытом чемпионате Австралии 2007 года. Максимально он поднимался на 84-е место юниорского рейтинга.

### 2008—2010
В 2008 году Миллман начал достигать первых успехов в профессиональной карьере. Он выиграл турнир серии «фьючерс» в Австралии, и вышел в финал «фьючерса» в Румынии, проиграв Развану Сабэу в финале и вышел в полуфинал турнира Марокко. В 2009 году Миллман выиграл один «фьючерс» (в Калгурли, победив Мэтью Эбдена), ещё трижды дошёл до финалов и вышел во второй раунд квалификации на Открытый чемпионат Австралии. В том же году Миллман повредил спину во время тренировки с австралийской юниорской командой Кубка Дэвиса. В 2010 году Миллман поднялся в рейтинге ATP до третьей сотни. Он достиг этого благодаря выходу в полуфинал на турнире серии серии «челленджер» в Берни.
Миллман начал сезон 2010 года с дебюта в Мирового тура ATP, получив «уайлд-кард» на турнир, проходящей в родном для него в Брисбене, где в первом раунде проиграл в двух сетах Радеку Штепанеку. Миллман вышел в финальный раунд квалификации на Открытый чемпионат Австралии, но проиграл украинцу Илье Марченко. В феврале он выиграл свой третий «фьючерс» в Берри на траве, победив Грега Джонса в финале. В сентябре Миллман вернулся в Австралию и выиграл свой четвертый «фьючерс» в карьере в Дарвине. В октябре он выиграл свой первый титул серии «челленджер» в Сакраменто, победив Роберта Кендрика. В 2010 году Джон попал в список топ-200 рейтинга теннисистов мира.

### 2011—2013

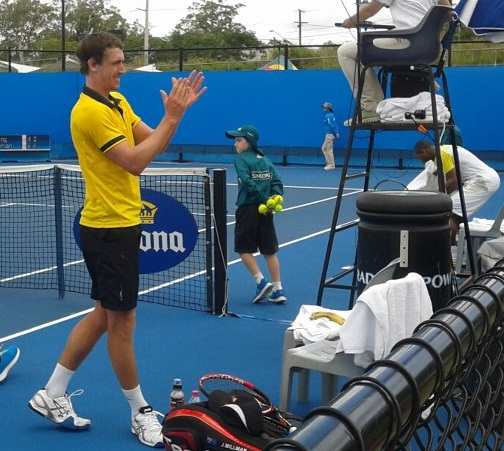
Миллман на турнире в Брисбене 2013 года

В 2011 году Миллман снова получил «уайлд-кард» на турнир в Брисбене в основную сетку, где он проиграл соотечественнику австралийцу Мэттью Эбдену. Затем он соревновался в Сиднее и пытался квалифицироваться в основную сетку Открытого чемпионата Австралии, но проиграл во втором раунде отборочных раундов в обоих турнирах. В Австралии он все-таки дебютировал в основной сетке на турнирах серии Большого шлема, но в парном разряде. После этого Джон соревновался на «челленджерах», прежде чем травмировал плечо во время итальянского «фьючерса» в апреле. Он продолжал играть с травмой до квалификации на Уимблдонский турнир, где проиграл в первом раунде отбора. После проигрыша на Уимблдоне он вернулся в Австралию и не участвовал в турнирах до 2012 года.
В начале 2012 года Миллман прошёл через квалификацию на турнир в Брисбене, где он проиграл в первом раунде Сантьяго Хиральдо. В квалификации на Открытый чемпионат Австралии он проиграл в первом матче Вашеку Поспишилу. В ноябре Миллман выиграл свой первый титул за два года на «фьючерсе» в Бендиго. Он закончил 2012 год на 199 строчке в одиночном рейтинге.
Миллман начал 2013 год на турнире Брисбене, где он начал с квалификации и одержал три победы, чтобы попасть в основную сетку. Затем он записал свою первую победу в АТП-туре над Тацумой Ито в первом раунде. После этой победы он получил «уайлд-кард» на Открытый чемпионат Австралии. Во втором круге Брисбена он столкнулся с 3 ракеткой мира Энди Марреем и проиграл в трёх сетах.
Миллман получил «уайлд-кард» на турнир в Сиднее и победил Томми Робредо в первом раунде. Затем он играл против Андреас Сеппи за выход в четвертьфинал. Затем Миллман участвовал в Открытом чемпионате Австралии, который был дебютным в основной сетке одиночных соревнованиях Больших шлемов и вновь сыграл с против 84-й ракетки мира Тацумы Ито, но на этот раз проиграл в матче из 5 сетов.
После Австралии Миллман сыграл на «челленджере» в Берни и смог выиграть его, победив в финале Стефана Робера. В марте он выиграл следующий титул на «челленджерах», завоевав его в Киото. В финале Джон обыграл Марко Кьюдинелли. Миллман получил «уайлд-кард» на Открытый чемпионат Франции, но 20 мая 2013 года он объявил о том, что не сможет сыграть на турнире из-за травмы плеча.

### 2014—2016

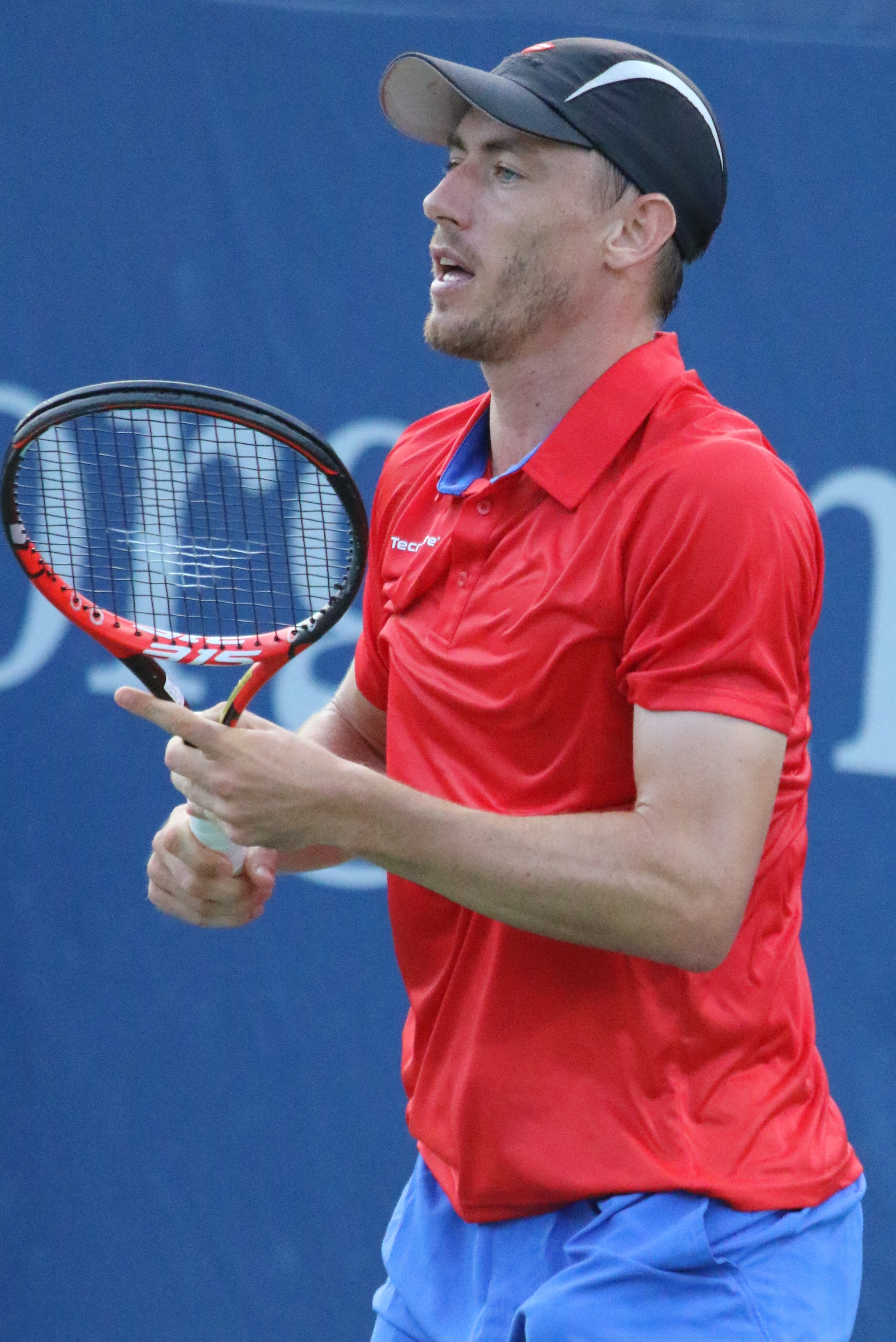
Миллман на Открытом чемпионате США 2016 года

Миллман не играл в турнирах с мая 2013 года, но 19 февраля 2014 года объявил, что он надеется вернуться играть к концу марта. Позже было объявлено, что его первым соревнованием за одиннадцать месяцев будет «фьючерс» в Китае, начиная с 7 апреля, где он пробился в четвертьфинал. Его рейтинг по состоянию на июнь 2014 года упал до 1193-го места. В августе 2014 года Миллман выиграл два «фьючерса» в Корее. Это были его первые титулы за 17 месяцев. В сентябре Миллман вышел в полуфинал турнира «челленджера» в Сакроменто, уступив в трех сетах 54-й ракетке мира американцу Сэму Куэрри. На следующей неделе после этого Миллман вышел в финал «челленджера» в Тибьюроне, но снова проиграл Сэму Куэрри. За эти две недели он поднялся на 241 позицию в рейтинге до 285-го места. В ноябре Миллман выиграл свой четвертый и пятый титул серии «челленджер» в карьере на турнирах в Траралгоне и Иокогаме.
Миллман начал сезон 2015 года на турнире в Брисбене, получив от организаторов «уайлд-кард» в основную сетку. Он победил Райна Уильямса в первом раунде и почти обыграл вторую ракетку мира Роджера Федерера во втором раунде, ведя в счёте 6-4, 3-1, прежде чем проиграть 6-4, 4-6, 3-6. На Открытом чемпионате Австралии Миллман проиграл в первом раунде Леонардо Майеру в трёх сетах.
В феврале вышел в финал «челленджера» в Киото, но проиграл со счётом 3-6, 6-3, 3-6 Михаилу Пшисенжному. В мае Миллман не смог пройти квалификацию на Открытый чемпионат Франции, затем он сыграл в финале «челленджера» в Виченце, где он был посеян 6-м, и проиграл Иньиго Сервантесу. В июне Миллман вышел в основную сетку Уимблдонского турнира через квалификацию впервые в своей карьере. Миллман победил 19-го сеяного Томми Робредо в первом раунде. Однако уступил киприоту Маркосу Багдатису во втором раунде, несмотря на то, что вёл по сетам 2-0. Этот результат увеличил рейтинг Миллмана, и он впервые достиг топ-100 в июле 2015 года. В августе Миллман выиграл свои шестой и седьмой титулы серии «челленджер» в Лексингтоне и Аптосе. В ноябре он прибавил к этому списку победу на «челленджере» в Кобе. Миллман закончил 2015 год на 92-м месте в рейтинге ATP.
На Открытом чемпионате Австралии 2016 года Миллман впервые в своей карьере вышел в третий раунд Большого шлема, благодаря победам над аргентинцем Диего Шварцманом и люксембуржцем Жилем Мюллером. В третьем раунде Миллман уступил соотечественнику австралийцу и 16-му сеяному Бернарду Томичу. В феврале она вышел в четвертьфинал турнира в Монпелье, где проиграл будущему финалисту Полю-Анри Матье. На Открытом чемпионате Франции 2016 года Миллман сыграл в первом раунде с 15-м сеяным Джоном Изнером, но проиграл, несмотря на победу в первом сете и имея восемь сет-поинтов во втором сете и несколько в третьем сете.
В июле Джон принял участие в третьем Большом Шлеме в сезоне — на Уимблдонском турнире 2016 года. Он начал первый круг против Альберта Монтаньеса. Он проигрывал 2-1 по сетам, но сделал «камбек» и выиграл матч. Затем он добрался до третьего раунда мэйджора во второй раз в своей карьере после победы над 26-м сеяным Бенуа Пэром в четырех сетах. Третий раунд против 2-го сеяного Энди Маррея Джон проиграл всухую по сетам.
В августе Миллман выступил на Олимпийских Играх 2016 года. В первом круге одиночного турнира он победил Ричардаса Беранкиса из Литвы со счётом 6:0,6:0. Это первая в истории Олимпийских Игр «сухая» победа. Миллман тогда играл на Олимпийских играх в первый раз. Матч второго раунда Миллмана был против четвёртого сеяного Кея Нисикори, в котором австралиец проиграл — 6-7(4), 4-6. В августе Миллман впервые дошёл до полуфинала в Мировом туре на турнире в Уинстон-Сейлеме, победив Альберта Рамоса и Ришара Гаске на этом турнире. На Открытом чемпионате США Миллман проиграл 8-му сеяному Доминику Тиму в первом раунде, несмотря на то, что вел 2-1 по сетам. Осенью в полуфинале «челленджера» в Нинбо Миллман был вынужден отказаться от дальнейшего участия в связи с травмой бедра. Он закончил 2016 год на 84-м месте в рейтинге.

### 2017—2018

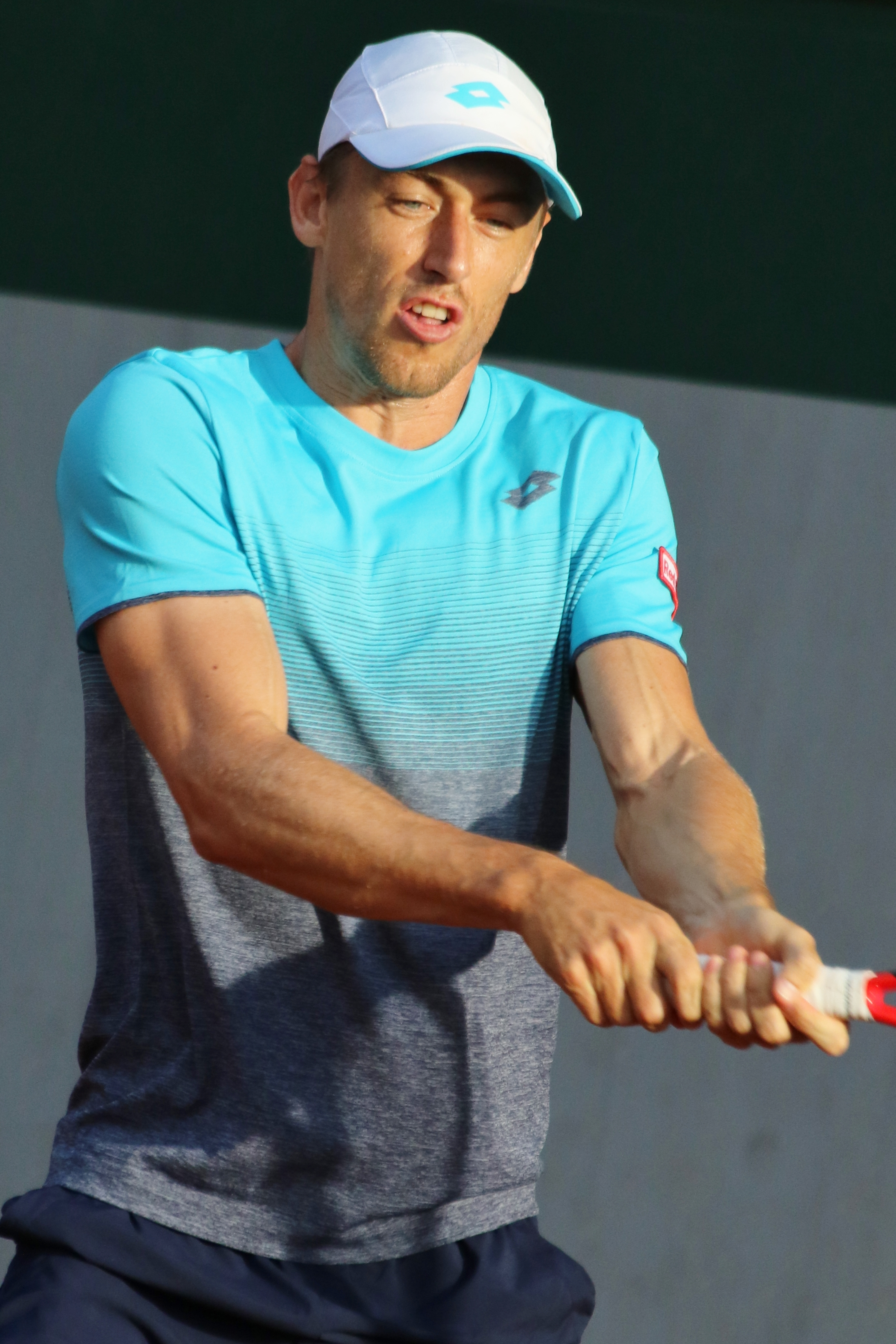
Миллман на Ролан Гаррос 2018 года

Миллман получил "уайлд-кард на турнир в Брисбене в начале 2017 года, но отказался от участия в турнире из-за травмы бедра, которая выбила его из турниров на первые пять месяцев сезона. Он вернулся в конце мая, выступив на «челленджере» в Местре, где проиграл в первом раунде. На Открытом чемпионате Франции, всего через неделю после возвращения в тур, Миллман проиграл 17-му сеяному Роберто Баутисте Агуту в четырех сетах в первом раунде. После Ролан Гаррос Джон на трёх «челленджерах» подряд выбывал во втором раунде. Далее на Уимблдонском турнире сыграл в основной сетке против Рафаэля Надаля в первом круге и без особой борьбы проиграл в трёх сетах. В августе Миллман добрался до финала «челленджера», где проиграл Майклу Ммо в трех сетах.
На Открытом чемпионате США 2017 года Миллман показал свой лучший теннис в сезоне, и переиграл соотечественника австралийца Ника Кирьоса и тунисца Малека Джазири, после чего вышел в третий раунд, где он в конечном счёте проиграл Филиппу Кольшрайберу. В сентябре Миллман дебютировал в составе сборной в Кубке Дэвиса в полуфинале Мировой группы против Бельгии. Миллман проиграл 12-й ракетке мира, Давиду Гоффену, а австралийцы в целом Бельгии. Осенью Миллман выступал на «челленджерах» в Азии и выиграл один из них (в Хуахине), а ещё на одном (в Хошимине) вышел в финал. Миллман закончил 2017 год на 128-м месте рейтинга.
В феврале 2018 года Миллман смог выиграть «челленджер» в Киото. В апреле он смог впервые выйти в финал турнира уже основного тура. Произошло это на грунте в Будапеште, где он в финале проиграл итальянцу Марко Чеккинато со счётом 5-7, 4-6. В мае он победил ещё на одном «челленджере» в сезоне — в Экс-ан-Провансе. В июне он вышел в четвертьфинал турнира на траве в Истборне. В июле он впервые поднялся в топ-50.
В сентябре 2018 года на Открытом чемпионате США Миллман впервые дошёл до четвертьфинала Большого шлема, где проиграл сербу Новаку Джоковичу в трёх сетах. Во втором раунде он обыграл Фабио Фоньини, который считался явным фаворитом в матче с австралийцем. После победы в третьем раунде над Михаилом Кукушкиным, Миллман сотворил сенсацию, обыграв Роджера Федерера в четвёртом раунде в четырёх сетах, хотя первый сет в матче остался за Роджером. Это победа стала самой статусной в карьере австралийца и первая над игроком из топ-10. В октябре Миллман достиг самой высокой для себя позиции в рейтинге, заняв 33-е место.

### 2019—2024
Миллман начал сезон 2019 года на турнире в Брисбене, где проиграл во втором круге Григору Димитрову. На турнире в Сиднее он дошёл до четвертьфинала, где проиграл Жилю Симону. На Открытом чемпионате Австралии в первом круге Миллман победил Федерико Дельбониса, а во втором круге уступил Роберто Баутисте Агуту в пяти сетах. Далее выступления в туре проходили не очень хорошо, единственный четвертьфинал АТП он добыл в феврале на турнире в Акапулько. На Открытом чемпионате Франции Миллман потерпел поражение от 5-го сеяного Александра Зверева в стартовом раунде на корте Филиппа-Шатрие.
В июне на травяных кортов Миллман имел ужасные результаты, проиграв первый матч на трёх турнирах подряд. Тем не менее, он нашел себя на Уимблдонском турнире, дойдя до третьего раунда, благодаря победам над Уго Деллиеном и 31-м сеяным Ласло Дьёре, прежде чем уступить Сэму Куэрри в трёх сетах. В августе он вышел в четвертьфинал в Уинстон-Сейлеме. На Открытом чемпионате США Джон проиграл в первом раунде Рафаэлю Надалю в трёх сетах.
В сентябре 2019 года Миллман победил на «челленджере» в Гаосюне. В октябре он великолепно сыграл на турнире в Токио. Начав его с квалификации, Джон смог подряд выиграть шесть матчей и дойти до решающей встречи. Здесь в финале его оппонентом стал серьезный противник — Новак Джокович, и австралиец уступил со счётом 3-6, 2-6.
Сезон 2020 года Миллман начал с выступления за команду Австралии на Кубке ATP и выиграл там два матча в группе. Затем он вышел в четвертьфинал в Окленде, а на Открытом чемпионате Австралии доиграл до третьего раунда, в котором проиграл Роджеру Федереру. Далее Миллман не показывал сильных результатов почти до конца сезона. В конце октябре он сыграл на турнире в Астане, который завершился для австралийца триумфом. Он завоевал здесь свой первый в карьере титул АТП, обыграв в финале француза Адриана Маннарино — 7-5, 6-1. На последнем для себя в году турнире в Софии Миллман вышел в четвертьфинал и завершил сезон на 38-м месте рейтинга.
На пяти стартовых турнирах 2021 года (не считая командный Кубок ATP) Миллман проигрывал в первом же матче. В конце апреля вышел в четвертьфинал в Мюнхене. Летом на Олимпийских Играх в Токио австралиец проиграл во втором раунде Алехандро Давидовичу Фокине. Затем сыграл в четвертьфинале турнира в Вашингтоне. Осенью Миллман ещё четыре раза проходил в стадию 1/4 финала, но ни разу дальше.
В феврале 2022 года удалось дойти до полуфинала турнира в Делрей-Бич. В январе 2024 года после проигрыша в квалификации Открытого чемпионата Австралии Миллман завершил игровую карьеру.

## Рейтинг на конец года
| Год  | Одиночный рейтинг | Парный рейтинг |
| 2023 | 483               |                |
| 2022 | 147               | 1077           |
| 2021 | 72                | 200            |
| 2020 | 38                | 775            |
| 2019 | 48                | 342            |
| 2018 | 38                | 285            |
| 2017 | 128               | 227            |
| 2016 | 84                |                |
| 2015 | 92                | 593            |
| 2014 | 156               |                |
| 2013 | 190               | 367            |
| 2012 | 199               | 710            |
| 2011 | 541               | 987            |
| 2010 | 204               | 495            |
| 2009 | 307               | 663            |
| 2008 | 564               | 1 419          |
| 2007 | 1 479             |                |

## Выступления на турнирах

### Финалы турнировATPв одиночном разряде (3)

#### Победы (1)
| Легенда                     |
| --------------------------- |
| Турниры Большого шлема (0)* |
| Итоговый турнир ATP (0)     |
| Мастерс (0)                 |
| АТР 500 (0)                 |
| АТР 250 (1)                 |

| Титулы по покрытиям | Титулы по месту проведения матчей турнира |
| ------------------- | ----------------------------------------- |
| Хард (1)*           | Зал (1)                                   |
| Грунт (0)           | Зал (1)                                   |
| Трава (0)           | Открытый воздух (0)                       |
| Ковёр (0)           | Открытый воздух (0)                       |

* количество побед в одиночном разряде.
| №  | Дата          | Турнир                | Покрытие   | Соперник в финале | Счёт в финале |
| 1. | 1 ноября 2020 | Нур-Султан, Казахстан | Хард (зал) | Адриан Маннарино  | 7-5 6-1       |

#### Поражения (2)
| №  | Дата           | Турнир            | Покрытие   | Соперник в финале | Счёт в финале |
| 1. | 29 апреля 2018 | Будапешт, Венгрия | Грунт      | Марко Чеккинато   | 5-7 4-6       |
| 2. | 6 октября 2019 | Токио, Япония     | Хард (зал) | Новак Джокович    | 3-6 2-6       |

### Финалы челленджеров и фьючерсов в одиночном разряде (32)

#### Победы (19)
| Условные обозначения |
| Челленджеры (12)*    |
| Фьючерсы (7+3)*      |

| Титулы по покрытиям | Титулы по месту проведения матчей турнира |
| ------------------- | ----------------------------------------- |
| Хард (13+1)*        | Зал (5)                                   |
| Грунт (3+2)         | Зал (5)                                   |
| Трава (1)           | Открытый воздух (14+3)                    |
| Ковёр (2)           | Открытый воздух (14+3)                    |

* количество побед в одиночном разряде + количество побед в парном разряде.
| №   | Дата             | Турнир                  | Покрытие    | Соперник в финале | Счёт              |
| 1.  | 12 октября 2008  | Траралгон, Австралия    | Грунт       | Эндрю Коэльо      | 6-2 6-3           |
| 2.  | 29 ноября 2009   | Калгурли, Австралия     | Хард        | Мэттью Эбден      | 6-2 7-6(1)        |
| 3.  | 28 февраля 2010  | Берри, Австралия        | Трава       | Грег Джонс        | 1-6 6-4 6-4       |
| 4.  | 19 сентября 2010 | Дарвин, Австралия       | Хард        | Хироки Мория      | 6-0 6-1           |
| 5.  | 10 октября 2010  | Сакраменто, США         | Хард        | Роберт Кендрик    | 6-3 6-2           |
| 6.  | 4 ноября 2012    | Бендиго, Австралия      | Хард        | Бенджамин Митчелл | 6-3 6-3           |
| 7.  | 2 февраля 2013   | Берни, Австралия        | Хард        | Стефан Робер      | 6-2 4-6 6-0       |
| 8.  | 10 марта 2013    | Киото, Япония           | Ковёр (зал) | Марко Кьюдинелли  | 4-6 6-4 7-6(2)    |
| 9.  | 17 августа 2014  | Чхунчхон, Южная Корея   | Хард        | Жозе Стейтем      | 6-3 6-7(4) 7-6(5) |
| 10. | 24 августа 2014  | Ансон, Южная Корея      | Грунт (зал) | Жозе Стейтем      | 6-1 7-5           |
| 11. | 9 ноября 2014    | Траралгон, Австралия    | Хард        | Джеймс Уорд       | 6-4 6-1           |
| 12. | 16 ноября 2014   | Иокогама, Япония        | Хард        | Кайл Эдмунд       | 6-4 6-4           |
| 13. | 2 августа 2015   | Лексингтон, США         | Хард        | Ясутака Утияма    | 6-3 3-6 6-4       |
| 14. | 16 августа 2015  | Аптос, США              | Хард        | Остин Крайчек     | 7-5 2-6 6-3       |
| 15. | 15 ноября 2015   | Кобе, Япония            | Хард (зал)  | Таро Даниэль      | 6-1 6-3           |
| 16. | 26 ноября 2017   | Хуахин, Таиланд         | Хард        | Эндрю Уиттингтон  | 6-2 6-2           |
| 17. | 25 февраля 2018  | Киото, Япония           | Ковёр (зал) | Джордан Томпсон   | 7-5 6-1           |
| 18. | 13 мая 2018      | Экс-ан-Прованс, Франция | Грунт       | Бернард Томич     | 6-1 6-2           |
| 19. | 22 сентября 2019 | Гаосюн, Тайвань         | Хард (зал)  | Марк Полманс      | 6-4 6-2           |

#### Поражения (13)
| №   | Дата             | Турнир                  | Покрытие   | Соперник в финале      | Счёт           |
| 1.  | 4 мая 2008       | Бухарест, Румыния       | Грунт      | Рэзван Сабау           | 5-7 3-6        |
| 2.  | 17 мая 2009      | Стара-Загора, Болгария  | Грунт      | Предраг Русевски       | 2-6 3-6        |
| 3.  | 27 сентября 2009 | Дарвин, Австралия       | Хард       | Джейми Бейкер          | 4-6 6-2 3-6    |
| 4.  | 22 ноября 2009   | Эсперанс, Австралия     | Хард       | Мэттью Эбден           | 3-6 4-6        |
| 5.  | 11 апреля 2010   | Литл-Рок, США           | Хард       | Брайдан Клейн          | 3-6 6-3 3-6    |
| 6.  | 26 сентября 2010 | Алис-Спрингс, Австралия | Хард       | Колин Эбелтайт         | 5-7 6-7(2)     |
| 7.  | 1 апреля 2012    | Бандаберг, Австралия    | Грунт      | Джейсон Каблер         | 4-6 6-1 1-6    |
| 8.  | 13 мая 2012      | Пусан, Южная Корея      | Хард       | Тацума Ито             | 4-6 3-6        |
| 9.  | 12 октября 2014  | Тибурон, США            | Хард       | Сэм Куэрри             | 4-6 2-6        |
| 10. | 1 марта 2015     | Киото, Япония           | Хард (зал) | Михал Пшисенжний       | 3-6 6-3 3-6    |
| 11. | 31 мая 2015      | Виченца, Италия         | Грунт      | Иньиго Сервантес Уэгун | 4-6 2-6        |
| 12. | 6 августа 2017   | Лексингтон, США         | Хард       | Майкл Ммо              | 6-4 6-7(3) 3-6 |
| 13. | 29 октября 2017  | Хошимин, Вьетнам        | Хард       | Михаил Южный           | 4-6 4-6        |

### Финалы челленджеров и фьючерсов в парном разряде (5)

#### Победы (3)
| №  | Дата          | Турнир              | Покрытие | Партнёр       | Соперники в финале            | Счёт           |
| 1. | 15 марта 2009 | Бадалона, Испания   | Грунт    | Марк Веррайт  | Хорди Марсе Видри Аллен Перел | 6-1 7-6(5)     |
| 2. | 10 мая 2009   | Сандански, Болгария | Грунт    | Томас Кроманн | Валентин Димов Тодор Енев     | 3-6 6-1 [10-5] |
| 3. | 4 апреля 2010 | Мобил, США          | Хард     | Брайдан Клейн | Жозе Стейтем Кейден Хенсел    | 4-6 6-4 [10-6] |

#### Поражения (2)
| №  | Дата           | Турнир              | Покрытие   | Партнёр       | Соперники в финале           | Счёт           |
| 1. | 21 марта 2010  | Бат, Великобритания | Хард (зал) | Тим Брэдшоу   | Андрей Мартин Камил Чапкович | 6-7(1) 3-6     |
| 2. | 11 апреля 2010 | Литл-Рок, США       | Хард       | Брайдан Клейн | Бретт Джоэльсон Лестер Кук   | 4-6 6-3 [7-10] |